# アリー・ヘイズ

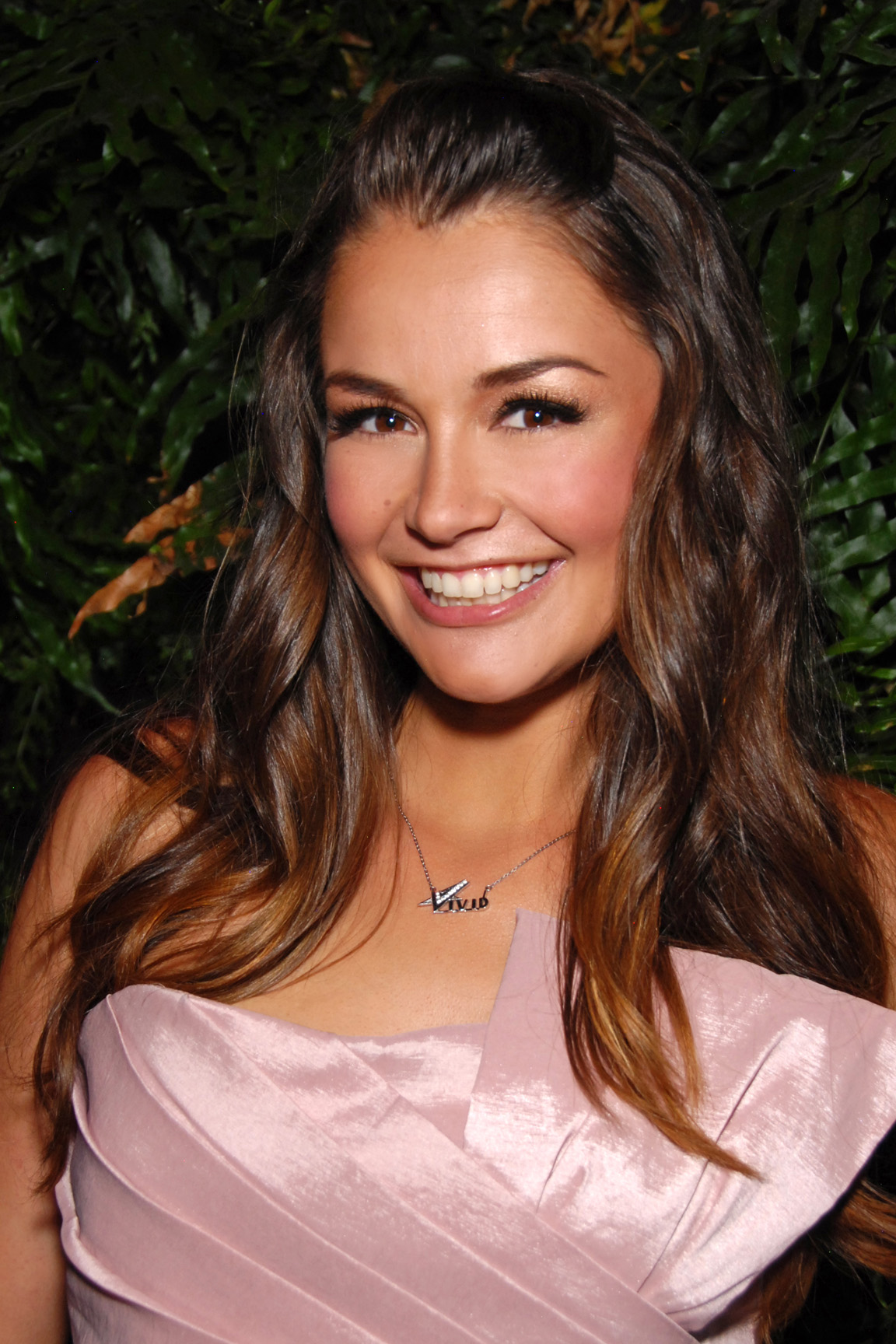
アリー・ヘイズ

アリー・ヘイズ（Allie Haze、 1987年5月10日 - ）は、アメリカ合衆国のポルノ女優。カリフォルニア州サンバーナーディーノ郡出身。別名ブリタニー・ジョイ（Brittany Joy）。